# Posadas
Posadas je hlavní město provincie Misiones v Argentině. Nachází se na západním břehu řeky Paraná, asi 1 300 kilometrů od hlavního města Buenos Aires, a 300 kilometrů od města Corrientes. V roce 2001 zde žilo 255 052 obyvatel.
Posadas je vládním, kulturním a ekonomickým centrem provincie. Nachází se na západním břehu řeky Paraná, oproti paraguayskému městu Encarnación. Obě tato města spojuje most San Roque González de Santa Cruz. Nachází se zde přístaviště, které slouží nejen k přepravě mezi oběma zeměmi, ale také ke sportovním účelům. Posadas se nachází u národní silnice 12. Přibližně 7 kilometrů od města se nachází letiště generála Josého de San Martína, které slouží k pravidelným letům do Buenos Aires.

## Historie
25. března 1615 založil Roque Gonzáles de Santa Cruz město jménem Anunciación de Itapúa, ale o deset let později byla osada přestěhována na druhou stranu řeky Paraná, na území současného paraguayského města Encarnación.
Původní osada však nebyla zcela opuštěna, a v roce 1628 byla dosídlena. V roce 1867, během Války trojí aliance zde brazilská armáda formovala svá vojska. V roce 1879, na konci války, bylo město přejmenováno na Posadas, na počest Gervasiu Antoniu de Posadasovi, hlavnímu veliteli Argentinské konfederace. 30. června 1884 vláda rozhodla jmenovat Posadas hlavním městem provincie Misiones.